# 90 Antiope
90 Antiope eller 1952 BK2 är en asteroid upptäckt 1 oktober 1866 av den tyske astronomen R. Luther i Düsseldorf. Asteroiden har fått sitt namn efter Antiope inom grekisk mytologi, men då det finns flera med detta namn är det osäkert vem av dem.
Den tillhör asteroidgruppen Themis.
Likt andra asteroider i samma del av asteroidbältet består denna asteroid av kolbaserat material. Den låga densiteten (1,25 g/cm³) antyder en hög porositet (>30%).

## S/2000 (90) 1
Asteroiden är en dubbelasteroid som består av två jämnstora delar som cirkulerar runt ett gemensamt masscentrum. Detta upptäcktes av W. J. Merline med flera den 10 augusti 2000 från keck-observatoriet på Mauna Kea.
Den mindre av asteroiderna har diametern 83,8±1,0 km (89,4×82,8×79,6 km), endast 4 km mindre än det större. De roterar runt varandra med ett medelavstånd av 171±1 km, vilket ger att asteroiderna bara är separerade med 60 km. Omloppsbanan är närmast cirkelrund (e<0,006) och lutar 63,7±2° mot den gemensamma omloppsbanan runt solen. Omloppstiden runt varandra är 16,5051±0,0001 h och båda objekten har bunden rotation.